# Державна служба статистики України
Державна служба статистики України (Держстат України, колишній Держа́вний коміте́т стати́стики Украї́ни, Держкомстат України) — національний орган статистики України, центральний орган виконавчої влади зі спеціальним статусом, діяльність якого спрямовується і координується міністром Кабінету Міністрів України.
Забезпечує проведення в життя державної політики в галузі статистики, створення і належне функціонування загальнодержавної системи економіко-статистичної інформації на території України. Є спеціально уповноваженим центральним органом виконавчої влади у галузі статистики.
Держстат України створено шляхом реорганізації Державного комітету статистики України під час адміністративної реформи 2010 року.

## Історія
- Історія Держкомстату починається від кінця 1920 p., із заснуванням Центрального статистичного управління України (ЦСУУ). У 1920-х pp. ЦСУУ користувалося чималою автономією як щодо планів статистичних досліджень, так і щодо публікацій. Головні публікації ЦСУУ: «Статистика України» (1921 — 31, 209 випусків), «Статистична хроніка» (1925 — 29, 152 випуски), періодичні органи — «Статистичний бюлетень» (1921 — 25) і «Вісник статистики» (1928 — 30), довідники-річники «Народилося господарство України» і річники «Україна». Місцеві статистичні бюро видавали свої статистичні збірки і бюлетені.
- 1930, у зв'язку з введенням п'ятирічок і посиленням централізації, ЦСУУ (як і ЦСУ СРСР) скасовано, його функції перебрав Держплан СРСР. Під час чисток апарату 1930-х pp. багатьох співробітників ЦСУУ репресовано. З 1931 майже цілком припинено публікацію статистичних матеріалів. Протягом 1930-х pp. вийшло тільки 4 статистичні довідники, якісно слабі і часто з фальшованими даними.
- 1941 ЦСУ СРСР відновлено, але воно і надалі було підпорядковано Держпланові. 1948 його вилучено з Держплану і підпорядковано безпосередньо Раді Міністрів СРСР. Відновлене ЦСУ УРСР спочатку підлягало ЦСУ СРСР і не залежало від уряду УРСР.
- У зв'язку з народногосподарськими реформами, що їх розпочав Микита Хрущов у 1956 р., ЦСУ УРСР мало зв'язок і з урядом УРСР. 1957 відновлено публікацію статистичних матеріалів. Від 1959 ЦСУ УРСР видає щорічно статистичні річники «Народне господарство Української РСР» та короткі довідники і незначну кількість статистичних матеріалів про сільське господарство, науку й культуру.
- 1960 р. орган було реформовано у статус союзно-республіканської установи під назвою Центральне статистичне управління при Раді Міністрів УРСР, яке було союзно-республіканським органом, що керує справою обліку й статистики на території України. Його було підпорядковано Раді Міністрів УРСР і Центральному статистичному управлінню при Раді Міністрів СРСР (ЦСУ СРСР). До сфери відання ЦСУ УРСР входили: Управління обчислювальних робіт (Укрмехоблік), що керувало процесами механізації обліку в нар. господарстві; Управління підготови кадрів обліку (УПК); Український філіал державного статистичного видавництва; філіал науково-дослідного інституту для проєктування обчислювальних центрів і систем економічної інформації ЦСУ СРСР (1992 був перетворений у Науково-дослідницький інститут статистики Міністерства статистики України), основним напрямом наукової діяльності якого є вдосконалення методології статистичної роботи.
- Від 13 серпня 1987 року Центральне статистичне управління Української РСР перетворене у Державний комітет Української РСР по статистиці. У безпосередньому віданні Держкомстату перебувають обласні статистичні управління та статистичне управління міста Києва.

З 20 жовтня 2019 року, згідно з постановою Кабінету Міністрів України від 20 жовтня 2019 року № 879 «Про внесення змін до схеми спрямування і координації діяльності центральних органів виконавчої влади Кабінетом Міністрів України через відповідних членів Кабінету Міністрів України», діяльність Державної служби статистики України спрямовується і координується Кабінетом Міністрів України через відповідних членів Кабінету Міністрів України. Станом на 20 жовтня, членом уряду, відповідальним на координацію роботи Держстату визначено міністра Кабінету Міністрів Дмитра Дубілета. 4 березня 2020 року його змінив на посаді Олег Немчінов. З червня 2021 р. відповідальним є Віце-прем'єр-міністр України з інновацій, розвитку освіти, науки та технологій — Міністр цифрової трансформації Михайло Федоров.
31 жовтня 2023 року, Міністерство цифрової трансформації та Державна служба статистики України представили публічну бета-версію оновленого порталу Держстату. Новий портал реалізований з використанням передових хмарних технологій і рішень передачі даних.

## Структура
До структури Державної служби статистики України належать:
- Головне управління статистики підприємств
- Управління статистики промисловості
- Управління статистики інвестицій та будівництва
- Управління структурної статистики
- Управління зведеної інформації
- Управління методології та планування
- Управління національних рахунків
- Управління статистики послуг та соціальних програм
- Управління статистики праці
- Управління статистики населення
- Управління статистики сільського господарства та навколишнього середовища
- Управління статистики торгівлі
- Управління статистики зовнішньої торгівлі
- Управління статистики фінансів
- Управління статистики цін
- Управління статистики зарубіжних країн та міжнародного співробітництва
- Управління обстеження умов життя домогосподарств
- Управління регіональної статистики
- Управління інформатизації